# 埃兰勒塞克
埃兰勒塞克（法語：Herlin-le-Sec，法語發音：[ɛʁlɛ̃ lə sɛk]）是法国上法蘭西大區加来海峡省的一个市镇，属于阿拉斯区。

## 地理
埃兰勒塞克（50°21'18"N, 2°19'46"E）面积3.86 平方千米，位于法国上法蘭西大區加来海峡省，该省份为法国北部沿海省份，西北濒北海，南至索姆省，东临北部省。
与埃兰勒塞克接壤的市镇（或旧市镇、城区）包括：泰努瓦斯河畔圣波勒、迈尼勒、拉姆库尔、泰努瓦斯河畔圣米歇尔、欧特克洛克。

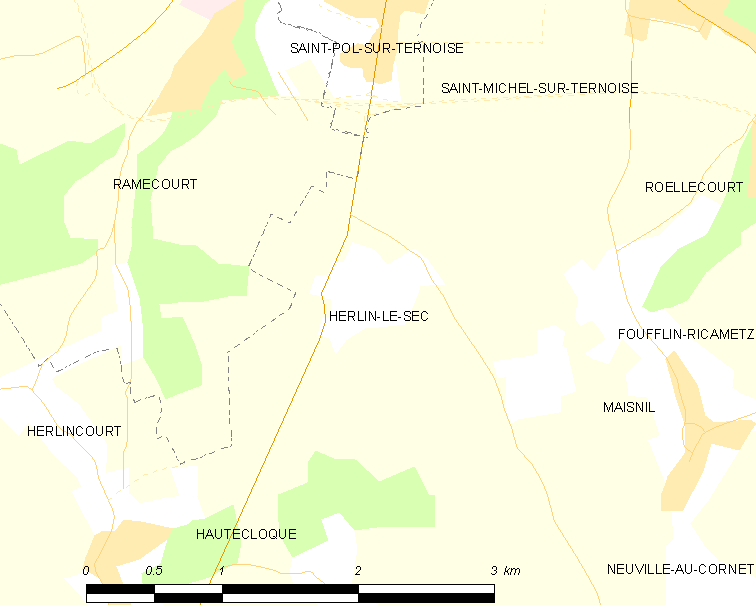
埃兰勒塞克的OSM定位图

埃兰勒塞克的时区为UTC+01:00、UTC+02:00（夏令时）。

## 行政
埃兰勒塞克的邮政编码为62130，INSEE市镇编码为62436。

## 政治
埃兰勒塞克所属的省级选区为泰努瓦斯河畔圣波勒县。

## 人口

1962-2008年间埃兰勒塞克人口变化图示

埃兰勒塞克于2022年1月1日时的人口数量为161人。